# 富山県道230号正間中線
富山県道230号正間中線（とやまけんどう230ごう まさまなかせん）は富山県富山市内を通る一般県道である。

## 概要

### 路線データ
- 起点：富山県富山市八尾町正間字下平等（国道472号交点）
- 終点：富山県富山市八尾町中字橋高割（富山県道224号湯八尾線交点）
- 延長：5,695m

## 沿革
- 1960年（昭和35年）4月23日 - 認定[1]
  - 路線名：一般県道230号平沢中線
  - 起点：婦負郡八尾町平沢
  - 終点：婦負郡八尾町中
- 1994年（平成6年）4月1日 - 県道の路線認定の一部改正[2]
  - 路線名：一般県道230号正間中線
  - 起点：婦負郡八尾町正間
  - 終点：婦負郡八尾町中

## 地理

### 通過する自治体
- 富山県富山市

### 接続する道路
- 国道472号（起点：富山市八尾町正間字下平等）
- 富山県道224号湯八尾線（終点：富山市八尾町中字橋高割）

### 周辺
- 室牧ダム（神通川水系井田川上流室牧川）
- 八尾ダム（神通川水系井田川上流室牧川）
- 下の茗温泉（1999年に廃業・閉鎖）